# 1515

## Esdeveniments
- 25 d'agost - Diego Velázquez de Cuéllar funda la ciutat de l'Havana.
- El pirata turc Barbarossa conquereix Alger.
- Expedició militar mallorquina i eivisenca en defensa de Bugia, la ciutat més gran de la Cabília, assetjada pel pirata Barbarossa.

## Naixements
- 28 de març, Gotarrendura, Castella: Teresa de Jesús, o d'Àvila, monja carmelita, reformadora de l'orde, escriptora, mística i teòloga (m. 1582).[1]
- 4 de juny, Lucca (Itàlia): Chiara Matraini poeta del Renaixement.[2]
- 22 de juliol, Florència, República de Florència: Felip Neri, religiós i sant italià.

## Necrològiques
Països Catalans
Resta del món
- 2 de desembre - Granada, Corona de Castella: Gonzalo Fernández de Córdoba, el Gran Capità, militar i noble al servei dels Reis Catòlics (n. 1453).
- 16 de desembre - Goa (Índia): Afonso de Albuquerque, cèlebre almirall i conqueridor portuguès. Descobridor de la ruta marítima cap a l'Índia.